# 棕褐双棘鼬鳚
棕褐双棘鼬鳚（学名：Diplacanthopoma brunnea）为胎鼬鳚科双棘鼬鳚属的鱼类。在中国，分布于仅见于南中国海南沙群岛东部海马滩东附近海区等，属于底质为珊瑚及沙质海域的底层鱼类。其一般生活于西北太平洋热带水深685.9米。该物种的模式产地在南沙群岛海马滩东。